# Armand Dorville
Pour les articles homonymes, voir Dorville (homonymie).
Armand Isaac Dorville, né le 18 juillet 1875 à Paris 9e et mort le 20 juillet 1941 à Cubjac, est un avocat et collectionneur d'œuvres d'art français.

## Biographie
Petit-fils d'Armand Théophile Dorville (1817-1858), fondateur en 1843 de La Bienfaisante israélite, société de secours mutuels, fils de Léon Albert Dorville (1850-1927) qui en fut le président et de Léonie Monteaux, issue d'une famille de changeurs et de banquiers avignonnais, Armand Isaac Dorville fait ses études aux lycées Condorcet et Janson de Sailly, puis s'inscrit à la Faculté de droit. Il devient avocat à la Cour d'appel de Paris en 1897, et docteur en droit en 1901, sa thèse De l'intérêt moral dans les obligations, étude de droit comparée sur le principe de réparation pécuniaire des dommages non-économiques est publiée chez A. Rousseau. Il commence sa carrière comme collaborateur de Jean Cruppi.
Durant la Première Guerre mondiale, il est mobilisé, promu sous-lieutenant puis lieutenant, commissaire rapporteur au Conseil de guerre de la 8e division. Le 14 juillet 1918, il est nommé chevalier de la Légion d'honneur par le ministère de la Guerre.
En 1927, après un voyage en URSS, il publie un essai, La Vie judiciaire en Russie soviétique aux Presses universitaires de France.
Armand Dorville possédait une importante collection de peintures et de dessins. Il est spécialiste de l'œuvre de Constantin Guys, publiant en 1937, dans le cadre de l'exposition universelle, un catalogue consacré à cet artiste lors d'une exposition au musée des Arts décoratifs de Paris.

### Exode et déportation
En juillet 1940, la famille Dorville se réfugie à Cubjac en Dordogne, où elle possède des biens. Armand y meurt le 20 juillet 1941. Il a des héritiers : son frère, Charles, ses sœurs, Valentine et Jeanne. Mais Charles a rejoint les Forces françaises libres. Quant à ses sœurs, en raison des lois sur le statut des Juifs du régime de Vichy, elles ne peuvent réclamer l’héritage. D’ailleurs Valentine et Jeanne se cachent à Lyon, puis à Megève. En mars 1944, Valentine, avec deux de ses filles  et deux petites filles sont arrétées, envoyées à Drancy, puis à Auschwitz-Birkenau où elles seront assassinées.
Valentine Julie Zélie Rébecca Lion, née Dorville le 25 janvier 1881 dans le 9e arrondissement de Paris, est morte le 4 mai 1944 à Auschwitz. Sa dernière adresse est au Chalet Les Hirondelles à Megève. Elle est détenue à Annecy. Elle est déportée par le convoi no 72, en date du 29 avril 1944, de Drancy vers Auschwitz. Elle a 63 ans lorsqu'elle est assassinée.
Valentine Lion et son mari Achille Albert Lion (né le 22 janvier 1878 dans le 2e arrondissement de Paris) ont trois filles, Denise Falk, Monique Tabet et Marie Thérèse Lion. Denise Falk, née le 28 juin 1919 à Paris, âgée de 24 ans, et sa fille Dominique Falk, née le 3 avril 1942 à Lyon, âgée de deux ans, ainsi que Monique Tabet, née le 29 avril 1921, âgée de 23 ans, et sa fille, Marie (Marie-France) Tabet, née le 6 mai 1940 dans le 17e arrondissement de Paris, âgée de 3 ans, sont arrêtées en même temps que Valentine Lion et sont déportées dans le même convoi no 72 et subissent le même sort qu'elle.
La sœur de Valentine Lion, Jeanne Blonde Léa Lévy, née le 16 février 1882 dans le 9e arrondissement de Paris, est morte le 11 février 1972 dans le 16e arrondissement de Paris.

## Des ventes forcées?
Peu après la mort d’Armand Dorville, un administrateur provisoire est désigné, Amédée Croze. Il doit liquider les biens de Dorville pour le compte du Commissariat général aux questions juives, que dirige, à partir de 1942, Louis Darquier de Pellepoix. Sa bibliothèque et ses autographes sont vendus aux enchères à Lyon, respectivement le 1er juillet et le 5 novembre 1942.
Dans l'intervalle, du 24 au 27 juin 1942 à l'hôtel Savoy de Nice, sont vendues, dans le cadre d'une « collection appartenant à un amateur parisien » telle que la signalait le 13 juin La Gazette de l'hôtel Drouot, sous le marteau de maître Jean-Joseph Terris, avec le concours de Maurice Bussillet et Eugène Martini, « quatre peintures par Bonnard, deux peintures par Boldini, cinq peintures par Thomas Couture, trois peintures par Degas, deux peintures par Delacroix, onze peintures par De Dreux, sept peintures par Devéria, six peintures par Fantin-Latour, cinq peintures par Guillaumin, sept peintures par Vallotton, neuf peintures par Vuillard, trois peintures par Félicien Rops, deux peintures par Auguste Renoir, autres peintures par Beaumont, Bottini, Caillebotte, Mary Cassatt, Charlet, Cross, Dalou, Daumier, Gavarni, Gœneutte, Harpignies, Lebourg, Legrand, Manet, Manguin, Marquet, Millet, De Nittis, Pissarro, Raffaeli, Rodin, Roybet, Tassaert[Lequel ?], Toulouse-Lautrec, Wille, etc., 95 aquarelles par Constantin Guys, 23 aquarelles par Henry Monnier, 34 peintures, aquarelles et gouaches par Forain », sans compter de nombreux objets.
Du fait des lois antisémites, les héritiers d’Armand Dorville n’ont pas pu toucher à l’époque le produit de cette vente, soit un montant supérieur à 9 millions de francs, somme qui fut saisie par Amédée Croze. Ils ne le percevront, lors du règlement de la succession, qu’en 1947, que sous la forme de bons du Trésor déposés chez notaire en 1943, alors que le franc français avait connu en six ans une énorme dévaluation, et perdu plus de cinq fois sa valeur,,.

## Actions en «restitution»

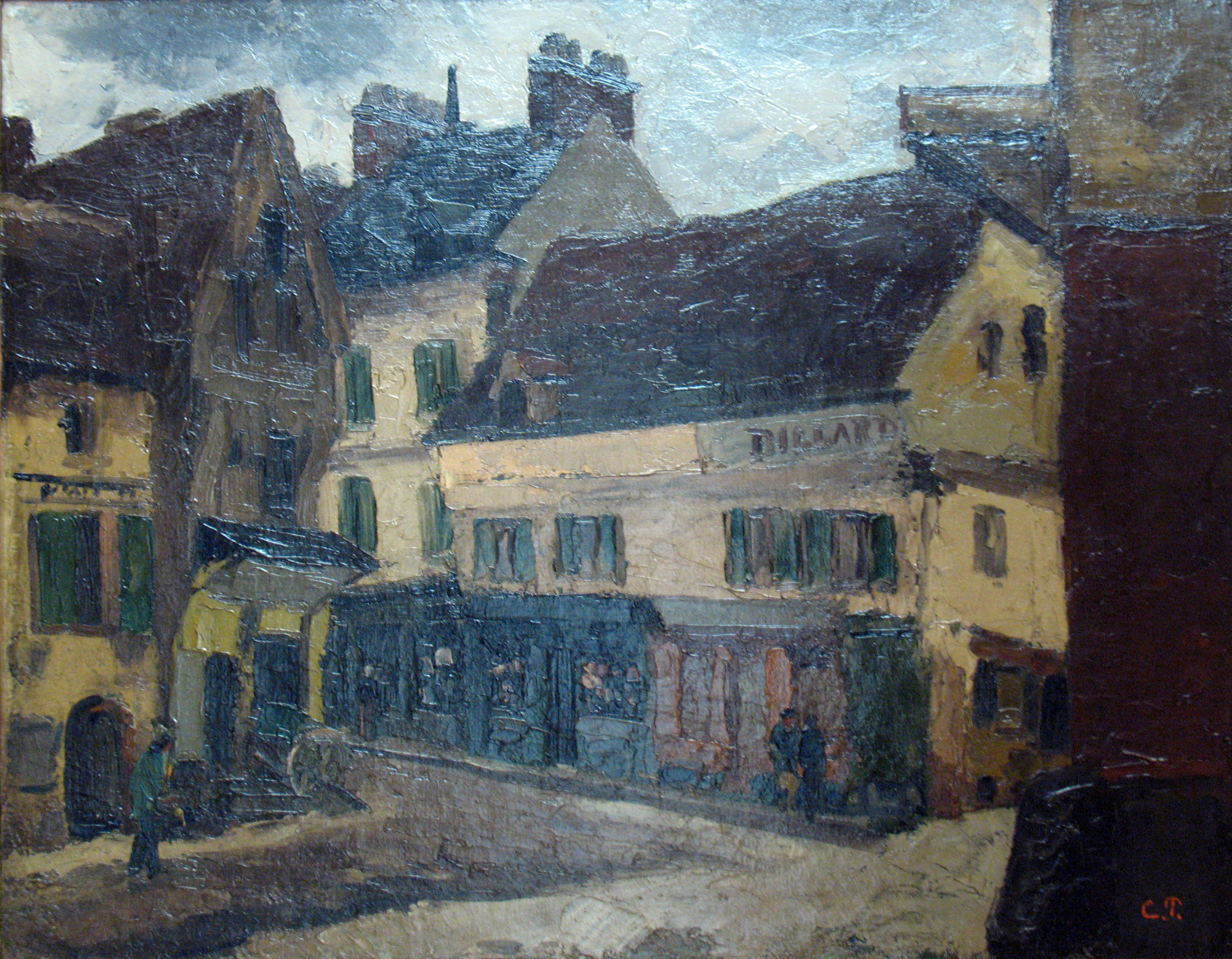
Une place à La Roche-Guyon (1865) par Camille Pissarro, ancienne collection Dorville, tableau conservé à la Alte Nationalgalerie de Berlin.

Les détails de cette vente sont connus grâce aux recherche d'Emmanuelle Polack, auteure de l'essai Le Marché de l'art sous l'Occupation (Tallandier, 2019). Depuis les années 2000, chacun des 450 lots de cette vente donne lieu à de longues années d'enquête pour connaître le cheminement des œuvres. Ainsi, Portrait de femme de profil de Forain (lot 176) est d’abord acquise par un nommé Léopold Dreyfus, inconnu, puis se retrouve ensuite chez le marchand Raphaël Gérard, collaborateur notoire, en avril 1944, puis passe de là chez Hildebrand Gurlitt, en 1953, célèbre marchand d'art spolié.
Aidés par les recherches de Polack et défendus par maître Corinne Hershkovitch, les ayants droit saisissent en novembre 2019 la mission sur les spoliations en lien avec le ministère français de la Culture, et rattachée à la commission Drai (CIVS). Ils parviennent à se voire restituer le 22 juin 2020 par le biais de Monika Grütters, ministre allemand chargé de la Culture, deux toiles de Jean-Louis Forain et une aquarelle de Constantin Guys, provenant de la collection de Cornelius Gurlitt. Le 5 octobre suivant, la maison Christie's restitue aux héritiers Dorville, à New York, un dessin de Constantin Guys, puis le 10 mars 2021 à Paris, une aquarelle d’Auguste Raffet. Le 23 mars 2021, la maison Wetterwald et Rannou-Cassegrain (Nice) en accord avec les vendeurs, restituent aux héritiers Trois femmes sous la pluie de Giuseppe De Nittis (lot 356, vente Nice 1942).
La CIVS rend le 17 mai 2021 un avis par lequel elle estime « que la vente de succession [de juin 1942] s’était déroulée « sans contrainte ni violence », dans la mesure où elle avait été ordonnée par l’exécuteur testamentaire, un avocat, ami du défunt, qui a reçu quitus de sa mission par les héritiers après la guerre. Dans le cours de la vente, des légataires ont pu retirer des lots qu’ils souhaitaient garder. De plus, à en croire le témoignage de René Huyghe, les prix auraient été élevés. Enfin, la famille n’a pas demandé la nullité de la vente après la Libération. Néanmoins, comme le conservateur du Louvre [M. Huygue] a manifestement manqué à l’éthique, la Commission recommande de « rendre » (et non de restituer) les douze œuvres qu’il a achetées lors de la vente et qui se trouvent aujourd’hui au Louvre, à Orsay et à Compiègne ». Le ministère de la Culture est intervenu en faveur de ce geste « moral ». Cependant, le rapporteur général, Pierre-Alain Weill, dans une note d’observations émise en novembre 2020, insistait sur la part d’incertitude pesant sur le déroulement de la succession, et considérait que l’action de « l’administrateur provisoire correspondait à sa mission » et relevait que « le paiement du prix a eu lieu dans des conditions absolument discriminatoires ». En conséquence, « la liberté de vente a disparu » et l’opération s’est bien « déroulée dans les conditions exorbitantes du droit commun ».
En conséquence, le 28 mai 2021, par un communiqué de presse, la ministre Roselyne Bachelot, au nom de l'État français, annonce vouloir rendre aux ayants droit d'Armand Dorville douze œuvres des collections nationales achetées en juin 1942 à Nice par le biais de René Huyghe. Ces œuvres se trouvent aujourd’hui au musée du Louvre, au musée d’Orsay et au château de Compiègne.
En octobre 2021, la Alte Nationalgalerie de Berlin restitue aux héritiers Dorville Une place à La Roche-Guyon (1865), une toile de Camille Pissarro, puis propose de la racheter à ces mêmes héritiers.